# ВАЛЛ-И
«ВАЛЛ-И» (обратная аббревиатура с англ. — «Вселенский Аннигилятор Ландшафтный Лёгкий, Интеллектуальный»; англ. WALL-E, [ˈwɔːli], обратная аббревиатура Waste Allocation Load Lifter, Earth-class — дословно «грузоподъемник утилизируемых отходов класса „Земля“») — американский полнометражный компьютерный анимационный научно-фантастический фильм 2008 года, созданный Pixar Animation Studios. Премьера фильма в США состоялась 27 июня 2008 года. На DVD и Blu-ray фильм был выпущен 18 ноября 2008 года. Режиссёром фильма выступил Эндрю Стэнтон, чей предыдущий фильм «В поисках Немо» получил «Оскара» за лучший анимационный полнометражный фильм. Джим Моррис, ранее работавший в компании Lucasfilm, стал продюсером картины.

## Сюжет
В далёком будущем мегакорпорация «Buy’n Large» (кратко — BnL) взяла под контроль всю сферу экономических услуг на Земле, став в итоге мировым правительством. В начале XXII столетия из-за огромного количества неперерабатываемых отходов планета становится совершенно непригодной для жизни. В попытке сохранить человечество «Buy’n Large» в 2105 году осуществляет его исход в космос на борту крупнейших в истории человечества звездолётов «Аксиома» (в сюжете также есть упоминания о других звездолётах, но по непонятным причинам другие «Аксиомы» не вернулись на Землю в конце фильма). На очистку планеты работают тысячи роботов серии ВАЛЛ-И. Через 700 лет, в 2805 году вся планета по-прежнему заполнена мусором, часть из которого роботы класса ВАЛЛ-И уже сложили в многочисленные огромные башни.
Длительная работа главного героя, одного из роботов ВАЛЛ-И (в ориг. версии озвучивает Бен Бёртт), способствовала развитию в нём личности. В своём «доме» (мобильном убежище, предназначенном для роботов ВАЛЛ-И) на видеомагнитофоне и iPod'е через линзу Френеля он регулярно просматривает видеокассету с фильмом «Хелло, Долли!», где ему особенно нравятся музыкальные номера Put On Your Sunday Clothes и It Only Takes a Moment. Запись учит его человеческим чувствам, эмоциям и поведению, из которых ему больше всего нравится одно — держаться за руки. Он собирает всевозможные остатки былой цивилизации, которые находит среди миллионов тонн мусора, и пробует найти им применение. У него даже есть свой «домашний питомец» — тараканчик Хэл. Самой же необычной находкой становится растение, обнаруженное в одном из выброшенных на помойку холодильников, которое робот пересаживает в также найденный старый ботинок.
Однажды на планету прилетает ЕВА (бэкр. от «естествоведческая автоматика»; англ. EVE, бэкр. от extraterrestrial vegetation evaluator — «внеземной оценщик растительности»; озвучена Элиссой Найт) — исследовательский робот, посланный с «Аксиомы» для поиска растительной жизни, которая за много лет странствий тоже научилась абстрагироваться от программы, позволяя себе бесцельно полетать и испытывать некоторые человеческие качества, такие как злость и разочарование от бесполезных поисков. ВАЛЛ-И влюбляется в неё, но, несмотря на все его усилия, главной для ЕВЫ остаётся её программа. Когда ВАЛЛ-И показывает ей найденное растение, она сразу же помещает его (растение) в специальное хранилище внутри себя и переходит в режим ожидания. ВАЛЛ-И пытается разбудить ЕВУ, ухаживает за ней, пока неожиданно её не забирает тот же самый корабль, который транспортировал её на планету. Не желая расставаться с любимой, ВАЛЛ-И цепляется за наружную обшивку корабля и улетает вместе с ним. В космосе ВАЛЛ-И наблюдает безжизненную Землю, орбита которой переполнена космическим мусором, и лунный модуль времён 1960-х годов с флагом США на Луне и голографической рекламой «скорого открытия» очередного магазина BnL. В конце концов транспортный корабль достигает «Аксиомы» где-то далеко за пределами Солнечной системы.
На борту «Аксиомы» ВАЛЛ-И следует за ЕВОЙ до места её назначения. Его действия создают переполох в повседневной рутине как роботов, так и людей. В частности, ВАЛЛ-И добавляет работы Д-ОКу (англ. M-O, от microbe obliterator — рус. уничтожитель микробов) — специальному роботу-уборщику, которому приходится убирать оставшуюся от гусениц наземного робота грязь. Также во время преследования ЕВы ВАЛЛ-И случайно отключает от специальных коммуникационных устройств двух людей: Джона и Мэри, которые до этого были поглощены виртуальным общением и не замечали мир вокруг себя. После 7 веков пребывания в состоянии микрогравитации (изначально полёт должен был продолжаться пять лет), люди на борту «Аксиомы» лишились значительной костной и мышечной массы и стали настолько ожиревшими, что не могли стоять или двигаться без помощи роботов. Любая задача на борту корабля выполняется роботами — включая его пилотирование, осуществляемое роботом-автопилотом АВТО и бортовым компьютером (озвучен Сигурни Уивер).
На мостике ЕВА пытается показать капитану МакКрею (Джефф Гарлин) обнаруженное растение, но оно исчезло. АВТО сообщает капитану, что ЕВА неисправна, и отправляет её на диагностику вместе с ВАЛЛ-И. Полагая, что диагностический робот причиняет вред ЕВЕ, ВАЛЛ-И отрывает её руку-оружие и случайно освобождает всех находящихся в очереди на обслуживание дефектных роботов, отключив систему безопасности выстрелом из плазмопушки. В тот момент, когда ЕВА пытается вернуть руку, всех беглецов, включая ВАЛЛ-И и ЕВУ, объявляют в розыск как опасных роботов. Чтобы отменить тревогу, ЕВА пытается вернуть ВАЛЛ-И обратно на Землю, но он отказывается возвращаться без неё. В этот момент появляется помощник АВТО — GO-4 (в русском переводе Ролик), который помещает ранее пропавший ботинок с растением в спасательный корабль, запрограммировав его на самоуничтожение. ЕВА собирается вытащить растение из шлюпки, но ВАЛЛ-И делает это быстрее. В этот момент GO-4 запускает шлюпку с оставшимся в ней ВАЛЛ-И. ЕВА в ужасе за него и растение, поэтому вылетает за шлюпкой.
Тем временем ВАЛЛ-И пытается выбраться, нажимая на все подряд кнопки, но ситуация от этого ничуть не улучшается. Тут робот обнаруживает огнетушитель, с которым уже имел дело на Земле. ЕВА уже почти догоняет шлюпку, как вдруг та взрывается. Испугавшись, ЕВА мчится дальше, но в этот момент мимо неё на огнетушителе пролетает ВАЛЛ-И. ЕВА рада видеть своего друга целым и невредимым, но радуется ещё больше, когда тот показывает ей растение. Она «целует» ВАЛЛ-И, после чего они летают вместе вокруг «Аксиомы» и возвращаются обратно.
Вскоре ЕВА возвращает растение МакКрею. Капитан, чтобы разобраться в обстоятельствах выполнения программы ЕВОЙ, просит показать её запись с Земли, в которой ЕВА видит, как ВАЛЛ-И заботился о ней, после того как она отключилась. Капитан потрясён обстановкой на Земле и решает, что люди должны вернуться и исправить это положение.
Однако АВТО настаивает на том, что они не могут вернуться на Землю, и показывает запись 2110 года, в которой глава компании «Buy 'n Large» Шелби Фортрайт (Фред Уиллард) даёт указание автопилотам никогда не возвращаться на Землю, так как планета никогда уже не будет пригодна для жизни. Капитан отказывается подчиниться АВТО, и тот запирает капитана в его жилом отсеке. Затем он наносит серьёзные повреждения ВАЛЛ-И и деактивирует ЕВУ, отправляя обоих роботов и растение в мусорный отсек. Там ЕВУ случайно активируют роботы REM-E (электронные мыши, название которых отсылает к ещё одному мультфильму студии Pixar, «Рататуй», и его главному герою, крысе Реми), после чего друзей едва не выбрасывает в космос система мусоросброса, но Д-ОК непроизвольно спасает их. ЕВА пытается починить ВАЛЛ-И, но поиски запасных частей для ремонта ни к чему не приводят. ВАЛЛ-И указывает ЕВЕ на растение и говорит про Землю, давая понять, что там есть запчасти к нему.
Чтобы выполнить программу, ВАЛЛ-И, ЕВА и примкнувшие к ним дефектные роботы отправляются к капитанскому мостику. В это время, в попытке подавить бунт АВТО, капитан меняет контакты на проводах, активируя видеосообщение. Он рассказывает ВАЛЛ-И и ЕВЕ, что они должны поставить растение в нанодетектор, который по команде МакКрея может выдвинуться из пола на центральной палубе корабля. Затем он хитростью вызывает автопилот к себе в каюту и прыгает на него, не давая сбросить. АВТО пытается вырваться, однако своими попытками он только утягивает с собой на мостик капитана, упрощая дорогу к панели управления.
После небольшой борьбы между МакКреем и АВТО, в ходе которого разбивается GO-4 («Ролик»), капитан активирует нанодетектор. Однако затем автопилот накреняет судно, сбрасывая с себя капитана, и перехватывает управление. Пассажиры начинают беспомощно сползать со своих кресел в одну кучу. Пока ЕВА спасает их от падающих диванов, АВТО начинает закрывать нанодетектор. Тогда ВАЛЛ-И встаёт в распор опускающегося люка детектора, не давая закрыться механизму. АВТО нажимает на кнопку включения закрывающего механизма электрошокером, повреждая электронику и выводя из строя механизм управления люком. После этого нанодетектор почти закрывается, раздавливая ВАЛЛ-И. Пока автопилот пытается полностью закрыть нанодетектор, капитан встаёт на ноги, чем вызывает изумление у пассажиров, и переключает управление кораблём в ручной режим, тем самым отключая АВТО и восстанавливая порядок на борту корабля. После того как растение было помещено в «нанодетектор», срабатывает независимая автоматика, и «Аксиома» совершает гиперпространственный прыжок на Землю. Сильно повреждённый ВАЛЛ-И отключается.
После прибытия корабля на Землю ЕВА чинит ВАЛЛ-И, но повреждения оказываются настолько сильными, что после ремонта ВАЛЛ-И не помнит ЕВУ и того, чему он научился за время своего существования. По иронии судьбы робот, который спас людей и вложил душу в остальных роботов Аксиомы, сам становится бездушной машиной, в которой запущена лишь базовая программа: собирать мусор и прессовать его в кубики. ЕВА пытается заставить ВАЛЛ-И вспомнить себя: она берёт его за «руку» и «целует». От электростатического разряда память ВАЛЛ-И перезагружается, он вспоминает ЕВУ и видя, что она взяла его за руку, становится «самим собой». Камера оператора отдаляется от протагонистов, пролетая через холмы, покрытые растительностью, что значит, что люди возвращают и восстанавливают свой дом, свою землю, и она всё ещё пригодна для жизни.
В титрах после мультфильма показываются картинки, на которых изображено, как люди вместе с роботами восстанавливают Землю и начинают новую жизнь. Стиль самих картинок меняется и показывает развитие живописи, намекая на развитие людей после жизни на корабле, начиная с наскальных рисунков и заканчивая современными видами. Сам звездолёт начинает зарастать зеленью.
В финале ВАЛЛ-И и ЕВА стоят у дерева, выросшего из росточка в ботинке.
После окончания титров логотипу студии Pixar, белой настольной лампе, ВАЛЛ-И меняет перегоревшую лампочку накаливания на энергосберегающую, и, нечаянно роняя на обратном пути букву R логотипа, становится на её место и старается изобразить букву R из себя.

## Озвучивание
| Актёр             | Роль                                          |
| ----------------- | --------------------------------------------- |
| Бен Бёртт         | ВАЛЛ-И / Д-ОК                                 |
| Элисса Найт       | ЕВА                                           |
| Джефф Гарлин      | капитан «Аксиомы»                             |
| Фред Уиллард      | Шелби Фортрайт, директор компании Buy’n’Large |
| Джон Ратценбергер | Джон                                          |
| Кэти Наджими      | Мэри                                          |
| Сигурни Уивер     | голос бортового компьютера                    |

Для создания голоса АВТО Бен Бёртт использовал программу синтеза речи PlainTalk, которая и была отмечена в качестве «актёра озвучки» персонажа в финальных титрах.

## Производство

### Замысел
Идея создания «ВАЛЛ-И» возникла летом 1994 года во время обеда в кафе, на котором Джон Лассетер, Эндрю Стэнтон, Пит Доктер и Джо Рэнфт обсуждали идеи для своих будущих проектов — «История игрушек», «Приключения Флика», «Корпорация монстров» и «В поисках Немо».
При подготовке к работе над фильмом художники со студии Pixar посетили различные мусорные свалки, где наблюдали за работой всевозможных машин и приспособлений, изучали настоящих роботов, пересмотрели множество научно-фантастических фильмов.

### Озвучивание
Созданием голосов роботов занимался знаменитый звукорежиссёр, обладатель четырёх премий «Оскар», Бен Бёртт. Его самые известные работы — голос пришельца из фильма «Инопланетянин» и дроида R2-D2 из «Звёздных войн».

### Создание персонажей
В картине использовалось четыре различные модели ВАЛЛ-И: «мёртвый», «сломанный», «исправный» и сложенный в куб.
Основная модель ВАЛЛ-И содержит около 140 000 вершин, а файл Maya для него занимает 168 МБ.

## Прокат
Мировая премьера фильма состоялась в Греческом Театре в Лос-Анджелесе 21 июня 2008 года.
В первый уик-энд мультфильм собрал 63,1 миллионов долларов в 3992 кинотеатрах и стал лидером проката, обойдя блокбастер «Особо опасен». За все время показа он собрал 521 268 237 долларов.
Фильм вышел в прокат в Кувейте, Казахстане и России 3 июля 2008 года, в Великобритании, Литве и Польше — 18 июля 2008 года, в Австралии — 18 сентября 2008 года, в Японии — 5 декабря 2008 года.

## Критика
Ещё до выхода фильма на экраны в ряде публикаций отмечалась схожесть персонажей-роботов WALL-E и Johnny 5 из фильма «Короткое замыкание». Обозреватель сайта tek.no.lo.gic заметил, что хотя и «трудно провести черту между вдохновением и плагиатом, но здесь, похоже, Pixar балансирует на самой грани».
А на сайте агрегаторе Rotten Tomatoes рейтинг фильма — «95 % процентов свежести», что означает «положительные отзывы» на основе 260 рецензий профессиональных критиков.
По данным проекта Кино Mail.ru, жители России считают «ВАЛЛ-И» лучшим анимационным фильмом из числа созданных в период 2000—2020 гг. В 2021 году мультфильм был признан национальным достоянием США, попав в Национальный реестр фильмов Библиотеки Конгресса.

## Мультфильмы с ВАЛЛ-И
Короткометражные мультфильмы студии Pixar с ВАЛЛ-И в главной роли:
1. «ВАЛЛ-И и футбольный мяч»,
2. «ВАЛЛ-И и баскетбольный мяч»,
3. «ВАЛЛ-И ловит мяч»,
4. «ВАЛЛ-И и пожарная колонка»,
5. «ВАЛЛ-И и наушники»,
6. «ВАЛЛ-И и хула-хуп»,
7. «ВАЛЛ-И и магнит»,
8. «ВАЛЛ-И и вакуумный пылесос»,
9. «ВАЛЛ-И и напёрстки»,
10. «ВАЛЛ-И танцует»,
11. «ВАЛЛ-И и шарики»,
12. «ВАЛЛ-И и бейсбол»,
13. «ВАЛЛ-И и камера»,
14. «ВАЛЛ-И в космосе».

## Награды
- Оскар, 2009 год
  - Победитель (1): Лучший анимационный фильм
  - Номинации (6): Лучший сценарий, Лучший звук, Лучший монтаж звука, Лучшая песня — «Down to Earth», Лучший саундтрек
- Золотой глобус, 2009 год
  - Победитель (1): Лучший анимационный фильм
  - Номинации (1): Лучшая песня — «Down to Earth»
- Британская академия, 2009 год
  - Победитель (1): Лучший анимационный фильм
  - Номинации (2): Лучший звук, Лучший саундтрек,
- Премия «Сатурн», 2009 год
  - Победитель (1): Лучший полнометражный мультфильм

## Игра на основе мультфильма
Сразу же после премьеры фильма в свет вышла и игра (разработчик Heavy Iron Studios; издатель THQ). Локализатором в России выступила компания 1С[значимость факта?].
Локализация также затронула и версии для PS2, PS3, PSP, Nintendo DS, Wii, Xbox 360, Windows и Mac OS X.